# Gentiana laevigata
Gentiana laevigata là một loài thực vật có hoa trong họ Long đởm. Loài này được M.Martens & Galeotti mô tả khoa học đầu tiên năm 1844.